# Transorchestia gracilis
Transorchestia gracilis is een vlokreeftensoort uit de familie van de Talitridae. De wetenschappelijke naam van de soort is voor het eerst geldig gepubliceerd in 1920 door Charles Chilton.